# Mellenbach-Glasbach
Mellenbach-Glasbach är en ortsteil i staden Schwarzatal i Landkreis Saalfeld-Rudolstadt i förbundslandet Thüringen i Tyskland. Mellenbach-Glasbach var en kommun fram till den 1 januari 2019 när den uppgick i Schwarzatal. Kommunen Mellenbach-Glasbach hade 1 064 invånare 2018.